# Wargo (cráter)
Wargo es un pequeño cráter de impacto perteneciente a la cara oculta de la Luna. Está ubicado al sur del cráter Blazhko, al oeste de Joule y al este-noreste de Ingalls.
|  |

|  |  |

Es un cráter reciente, con un prominente sistema de marcas radiales. Se encuentra en el interior de Joule T (un cráter satélite de Joule), tangente a su borde occidental. El suelo interior, marcado por algunos pequeños impactos, presenta un curioso contorno poligonal, que recuerda a parte de un hexágono regular.
El nombre del cráter fue aprobado en 2017 por la Unión Astronómica Internacional.